# Доктрина „Брежнев“
Доктрината „Брежнев“ или Доктрината на ограничения суверенитет е съветска политическа доктрина, която носи името на съветския лидер Леонид Брежнев. Обявена е публично за първи път на 13 ноември 1968 и е актуална чак до 80-те години, когато е сменена от Михаил Горбачов с доктрината „Синатра“.

## История
От 1945 г. насетне външната политика на СССР се осъществява на много равнища: държавната дипломация на съветската държава, връзката на КПСС с комунистически партии в чужбина, двойната връзка между СССР и неговите сателити, от една страна, и връзката на тези сателити с останалия свят, от друга. Взаимната връзка между тези различни политики зависи и от други променливи, на първо място от тенденциите в съветската вътрешна политика с нейните изисквания и противоречия. През октомври 1964 г., когато новият управляващ екип взема властта, натрупаният пасив от „волунтаристичната“ външна политика на Хрушчов е доста значителен: силно разклатено единство на социалистическия лагер от разкола с Китай и от непокорството на Румъния; все така обтегнати отношения Изток-Запад след кубинската криза и все още нерешеният въпрос с Германия.

## Направления
Три направления във външната политика се оказват приоритетни за брежневия екип:
1.) да се спре процесът на разпадане на социалистическия лагер и да се сплотят още по-тясно – политически, военно, икономически – страните сателити на СССР, както става благодарение на доктрината „Брежнев“ (или доктрината на ограничения суверенитет).
Това е съветска политическа доктрина, която е представена от Леонид Брежнев в речта му на V конгрес на Полската обединена работническа партия, проведен на 13 ноември 1968, която гласи:
„Когато неприятелите на социализма се опитват да насочат развитието на някоя социалистическа страна по пътя на капитализма, то това не е само проблем на отделната страна, а се превръща в общ проблем, който засяга всички социалистически страни.“
Това, което става ясно от изказването е, че Съветския съюз в тази си доктрина запазва за себе си правото да дефинира кое е „социализъм“ и кое „капитализъм“. На практика това означава, че на нито една държава от социалистическия лагер не ѝ е позволено да напусне Варшавския договор или да застраши монопола на комунистическата партия в съответната държава. Доктрината служи за оправдание на съветското ръководство за нахлуването на части на Варшавския договор в Чехословакия. Тази инвазия слага край на Пражката пролет от 1968 и мотивира съветската инвазия в Афганистан през 1979. От доктрината „Брежнев“ произлиза и терминът „ограничен суверенитет“.
2.) да се нормализират отношенията Изток-Запад (съвместно съществуване в сътрудничество). Този курс обаче е поет, едва когато се задълбочава конфликтът с Китай (начало на 70-те години), а китайско-американското сближаване принуждава съветските ръководители да осъзнаят новите заплахи;
3.) да се провежда последователна политика за поддръжка на „прогресивните“ движения в света. Тази политика е особено активна (стигаща понякога до пряка намеса), когато тези страни са разположени в сферата на непосредствено влияние на СССР (като Афганистан).
Тези три направления, илюстрирани от три ключови епизода на съветската външна политика в периода 1965 – 1985 г. (съветската интервенция в Чехословакия, подписването на първите договорености за ограничаване на стратегическите въоръжения, сключени при посещението на Никсън в Москва през май 1972 г., съветското нахлуване в Афганистан), очевидно не са насочени само към разведряването на международните отношения, макар че са свързани помежду си. В течение на дълго време много анализатори търсят в противоречията на съветската външна политика последствия от сблъсъка между „ястреби“ и „гълъби“ в управляващите кръгове. В действителност съществува неопровержима логика между тези на пръв поглед твърде различни действия, провеждани в трите аспекта на съветската външна политика: социалистическият лагер, отношенията Изток-Запад и останалият свят.

## Влияние на Доктрината над външната политика на СССР
Промените в ръководството на Чехословашката комунистическа партия, отначало посрещани благосклонно от Москва, водят в условията на бърза и видимо неконтролируема еволюция към истинска политическа криза на съветската система в Чехословакия. Тя е белязана от двойната зависимост икономически, политически реформи и криза в партията заради опозиционно движение (интелектуалци и работници). Примерът заплашва да стане заразителен: ръководителите на ГДР и особено на Полша умножават проявите си на настойчивост по време на конференциите, които комунистическите партии от Източна Европа провеждат в Дрезден (март 1968 г.) в отсъствието на Чехословашката КП, която след силните обвинения в Дрезден отказва да участва в това заседание. Срещата на Брежнев и Дубчек в Черна на Тиса и съвещанието на „шестте“ в Братислава (3 август) са само външни белези на помирение, тъй като чехословашките комунисти решават да не се отказват от предприетите реформи. Накрая, не без колебания от съветска страна и с настоятелната подкрепа на ГДР, се взема решение за интервенция „по молба на чехословашките другари“. В нощта на 20 срещу 21 август 1968 г. частите на пет членки на Варшавския договор нахлуват в Чехословакия. Отношението на населението към акцията убеждава съветското ръководство в необходимостта от „преходен период“ (на 26 август в Москва се сключва споразумение за „нормализация“, а на 16 октомври в Прага – споразумение за „временно пребиваване на войски от Варшавския договор“ в Чехословакия). Но продължаващите враждебни демонстрации срещу съветската окупация принуждават съветското ръководство да отстрани целия екип на Дубчек и да сложи начело на ЧКП Г. Хусак (17 април 1969 г.), който провежда в цялата страна широка чистка, подписва на 6 май 1970 г. нов съюзен договор със СССР и принуждава ЦК на Чехословашката комунистическа партия да одобри интервенцията от август 1968 г.
Както изглежда, две са основните причини, довели до военната интервенция: първата е продиктувана от стратегически съображения или от външната политика; втората и по-главната е свързана с вътрешното положение в Чехословакия и с еволюцията в нейната комунистическа партия.
Еволюцията на Чехословашката компартия безпокои съветските ръководители също толкова, ако не и повече, колкото и външнополитическите въпроси. Премахването на цензурата, процесът на демократизация ги карат да се опасяват от истинска „социалдемократизация“ на партията. За началото на септември 1968 г. е предвиден конгрес на партията, по време на който трябва да се приеме промяна на устава и на принципите за демократически централизъм. Именно за да се попречи на ЧКП да направи тази решителна стъпка, на 21 август се провежда военната интервенция. При завършването на срещата на петте комунистически партии, проведена във Варшава в средата на юли, участниците в нея изпращат в ЦК на Чехословашката компартия заплашително писмо, в което заявяват: „Или сте загубили контрол над положението, или не правите нищо, за да го запазите“.
Най-упорита се оказва Румъния, която отхвърля през 1974 г. съветския опит за установяване на още по-тясна координация на Военното командване на Варшавския договор.
Въпреки всичко именно на Полша се пада да осъществи най-големия пробив в изглеждащата затворена система на режимите от Източна Европа. През 1970 г. увеличението на цените предизвиква огромни работнически демонстрации в пристанищните прибалтийски градове. Диктаторът Владислав Гомулка трябва да сдаде властта на Едвард Герек. В продължение на десет години полският режим прибягва към отворена икономическа политика, почиваща на голям внос – това позволява в краткосрочен план да се избегнат структурните реформи, но води до значително увеличаване на задлъжнялостта на страната. Съществената разлика с Будапеща, Познан или Прага е, че в Полша от 1980 г. движението не дължи нищо на партията. След Пражките репресии и провала на второто обещание за либерализация на Герек през 1970 г., поляците не хранят повече илюзии за успеха на реформа, провеждана отгоре, и полското движение се развива напълно независимо, като избира собствени делегати и изгражда собствени форми на организация. Без да претендира за установяване на някакви форми за самоуправление на предприятията, „Солидарност“ играе ролята на противовес на властта и поставя под въпрос многобройни аспекти от функционирането на партията държава, като отчита глобалните искания на полското общество. Изправено пред тази съвсем нова действителност, съветското ръководство трудно може да се намеси пряко, без да предизвика кървава баня. Ето защо „нормализацията“ се поверява на полския генерал Войчех Ярузелски. Налице обаче е голяма промяна след 1968 г.: макар и без пряка намеса на СССР, „нормализацията“ на положението след въвеждането на военно положение на 13 декември 1981 г. се включва от международната общественост към пасивите на СССР. Това води до постоянно влошаване на образа на СССР, чиито действия оттогава нататък се свързват с репресиите срещу правата на човека както вътре в страната, така и в съседните държави. В резултат на неочакваното сближаване, непознатата за по-голямата част от съветското население борба на групата интелектуалци дисиденти се прибавя към тази на работниците от Гданск.
В отношенията Изток-Запад 70-те години сякаш са белязани от една радикална промяна, изразяваща се в истинско „разведряване“. Дотогава военната намеса на Съединените щати във Виетнам и приоритетът на съветските ръководители към затягане на редиците в социалистическия лагер възпрепятстват сключването на пряк договор между двете велики сили (като не броим договора за неразпространение на ядрените оръжия, подписан на 1 юли 1968 г.). Ето защо Съветският съюз се задоволява да експериментира една политика на „периферно“ сътрудничество поединично със съюзниците на Съединените щати – най-напред с Франция, после с ФРГ.

## Съветско-американските отношения
Годината 1972 бележи важен обрат в съветско-американските отношения. От посещението на Никсън в Москва през май 1972 г. до 1975 г. светът живее в епоха на „разведряване“ и на съветско-американско „съгласуване“, невиждани от 1945 г. За катализатор служи неочакваното съобщение, направено едновременно през юли 1971 г. в Пекин и Вашингтон, за посещение на Никсън в Китай в началото на 1972 г. Това събитие е следствие от радикалната промяна в китайската външна политика, заменила културната революция, която потопява Китай в почти пълна международна изолация. Краят на 60-те години е белязан от жестоки погранични инциденти между Китай и Съветския съюз (най-сериозните са през март 1969 г.); сблъсъкът между китайски и съветски части от двете страни на Усурия довежда до смъртта на почти хиляда души). Съветските ръководители даже пускат слух за намерението си превантивно да атакуват китайските ядрени установки. За Китай СССР престава да бъде само политически противник – той се превръща в реална заплаха, много по-опасен от Съединените щати. Именно в този контекст се развива през 1970 – 1971 г. мащабната китайска дипломатическа кампания, водена от Чжоу Енлай, към Запада, която през юли 1971 г. довежда до сензационната покана към американския президент. Отварянето на Китай към Съединените щати събужда у СССР най-страшните му опасения: двамата му главни врагове се обединяват срещу него. Именно за да се предпазят от подобно развитие, съветските ръководители бързат да поканят Никсън в Москва, почти веднага след съобщението за предстоящото му посещение в Китай.
Измежду съветско-американските договори, сключени по време на „разведряването“, най-новаторски са тези за ограничаване на ядрените въоръжения. Именно достигнатият през 1969 г. от СССР паритет в броя на междуконтиненталните ракети подтиква преговорите по тяхното ограничаване в контекст, който улеснява взаимните отстъпки. Временният договор, сключен на 26 май 1976 г. в Москва за срок от пет години, наречен „SALT-1” (Strategic Arms Limitation Talks) ограничава за двете страни броя на междуконтиненталните ракети и на ракетите, изстрелвани от подводници. Разрешените тавани са по-високи за СССР, отколкото за Съединените щати, тъй като СССР още не е овладял американската технология на бойните глави с няколко ядрени заряда, които могат да бъдат насочени по различни цели. Вижда се, че достигнатият от СССР стратегически паритет е съвсем относителен. Тъй като договорът САЛТ-1 засяга само броя на ракетите, а не числото на ядрените заряди, СССР не може да бъде възпрепятстван да усъвършенства ядрената си техника, когато това му се удаде. Следователно САЛТ-1 не слага край на надпреварата във въоръженията. Въпреки това той е първи резултат, който негласно предвещава и други.
В политически план този договор означава за Съветския съюз признание от страна на Съединените щати на равен статут в принадлежността му към великите сили. Двете държави признават взаимната си уязвимост и необходимостта от известно равновесие във въоръжените си сили. През ноември 1974 г. по време на срещата във Владивосток между американския президент Джералд Форд и Л. Брежнев, двамата ръководители достигат до принципно съгласие за водещите направления към нов договор, САЛТ-2. Този нов договор, валиден за периода 1977 – 1985 г., обхваща по-широк кръг въоръжения (стратегически бомбардировачи, касетъчни ядрени глави).
Накрая договорът САЛТ-2 е подписан през 1979 г. от президента Картър и от Брежнев. В действителност той никога не е ратифициран от американския Конгрес – най-напред заради съветската интервенция в Афганистан, а след това поради съпротивата на администрацията на Рейгън, която го смята за неизгоден. Въпреки несъвършенствата си и съпротивата срещу него, договорът САЛТ-2 представлява една рамка, с която се съобразяват и двете страни – това е и неговата заслуга.

## „Разведряването“
Климатът на „разведряване“, достигнал апогея си през 1972 – 1975 г., е утвърден с един международен документ: на 1 август 1975 г. ръководителите на всички европейски страни, към които се присъединяват Съединените щати и Канада, ратифицират в Хелзинки заключителния акт на Конференция по сигурността и сътрудничеството в Европа, започнала две години преди това. Това е и успех за съветската дипломация и венец на една отдавна преследвана цел от СССР: тържествено признаване на териториалния и политически ред, установен в Източна Европа. В замяна на признаването на европейското статукво, представителите на западните държави внасят в документа, въпреки съпротивата на съветската страна, членове за спазване на правата на човека и за свободното придвижване на хора и информация. Без да се уточняват спецификите на обхвата и на упражняването на тези свободи, подписващите страни потвърждават „правото на човека да познава правата и задълженията си в тази област и да действа в съответствие с тях“. Именно на основата на този принцип се организират правозащитните дисидентски групи в СССР (което не пречи те да продължат да бъдат преследвани).
Всъщност „разведряването“ почива на едно дълбоко недоразумение. За представителите на Запада то е „глобално“; те приемат източноевропейското статукво, като максималните им искания са за спазване правата на човека, без да хранят особени илюзии. В замяна на това те разчитат, че СССР няма да участва в дестабилизирането на останалата част на света. За съветската страна договорът за „разведряването“ се ограничава до ненамеса (например чрез комунистическите партии, които стават все по-трудно „управляеми“ от Москва след появата на еврокомунизма) в западната сфера. Въпреки всичко в контекста на сложната външна политика, в която се преплитат военна стратегия, идеологически съображения, международни отношения и вътрешни проблеми, за съветската страна понятието „разведряване“ съвсем не означава спиране на „хода на историята“, отказ от „класовите отношения“ със страните, водещи „борба срещу империализма“. Във втората половина на 70-те години, следвайки генералната линия от края на 50-те години, СССР продължава глобализацията на външната си политика, като поема все повече ангажименти най-вече в Близкия изток и в Африка.
По-конкретно СССР подкрепя кубинската интервенция в Ангола, сам подпомага Народния фронт за освобождение на Мозамбик (ФРЕЛИМО), след това пряко се намесва в Африканския рог първо на страната на Сомалия, след което променя съюзника и поддържа Етиопия във войната ѝ срещу Огаден. Завоюваните от СССР позиции в Африка му откриват нови възможности за разширяване на военноморската му мощ, която през 70-те години значително нараства. Флотът на СССР не се ограничава с охраната на собствените граници, а според новата стратегия на адмирал Горчков, се опитва да демонстрира присъствие и да упражнява политическо влияние в световната акватория.
Нахлуването на съветски войски в Афганистан потвърждава по категоричен начин изграждащото се постепенно от втората половина на 70-те години на Запад мнение, че „разведряването“ е еднопосочна дейност, наподобяваща пазарлък. Икономическото сътрудничество Изток-Запад, вместо да спомага за така скъпата на А. Сахаров конвергенция на системите, въобще не възпира съветските военни усилия; то може дори индиректно да ги е подпомагало чрез повече или по-малко законния трансфер на върхови технологии. Афганистанският „случай“ слага началото на нова епоха на дълбоко недоверие, дори на предизвикателство между двете свръхсили, изразяващо се в постоянни вербални нападки, преднамерено очерняне на противника („СССР, тази империя на злото“ според думите на Р. Рейгън), зрелищни медийни акции (отказ на американците да участват в Олимпийските игри в Москва, а след това на руснаците в тези в Лос Анджелис).
И така в началото на 80-те години равносметката от външната политика, водена от „олигархията на геронтите“ е по-скоро отрицателна за СССР. Епохата на „разведряването“ (която в глобален план се оказва благоприятна за СССР както в дипломатическо, така и в икономическо отношение) завършва, а СССР се задъхва в надпреварата за ядрен и технологически паритет. В Източна Европа „Солидарност“ успява, въпреки силовите мерки от 13 декември 1981 г., да направи по-значителен пробив в съветската политическа система от този на „Пражката пролет“. В Третия свят постигнатите от Съветския съюз резултати са твърде относителни. В Латинска Америка сандинисткият режим изпитва трудности; икономическата поддръжка за Фидел Кастро струва все по-скъпо. Виетнам, съюзник на СССР в Югоизточна Азия, затъва в безперспективна война в Камбоджа, поддържана от Китай. В Африка икономическият провал на Етиопия и нарастващата несигурност в бившите португалски колонии също носят големи разочарования.
Накрая войната в Афганистан става все повече и повече бездна за финансови и човешки ресурси. Ангажиран е експедиционен корпус от 200 хил. души в една „мръсна война“, изключително непопулярна дори в СССР с хилядите ранени и осакатени млади „ветерани“ – огорчени и отхвърлени. Само със страните от Западна Европа съветската външна политика постига задоволителни резултати: икономическият обмен продължава, въпреки провъзгласеното непосредствено след въвеждането на военно положение в Полша ембарго на Съединените щати върху оборудването за пренос и преработка на енергия за СССР. Започналото от втората половина на 70-те години разширяване на обмена, изграден именно върху големи дългосрочни договори в областта на енергетиката (като договора за доставка на газ от Сибир за Западна Европа), изгражда волю-неволю икономическа взаимозависимост, бързото освобождаване от която е трудно.